# اريك ميتشيل
اريك ميتشيل (بالإنجليزية: Eric Mitchell)‏ هو مخرج وممثل أمريكي، ولد في القرن 20 في فرنسا.

## أعمال

### أفلام
- (1980) عطلة دائمة

## وصلات خارجية
- اريك ميتشيل على موقع IMDb (الإنجليزية)
- اريك ميتشيل على موقع ألو سيني (الفرنسية)
- اريك ميتشيل على موقع أول موفي (الإنجليزية)
- اريك ميتشيل على موقع قاعدة بيانات الأفلام السويدية (السويدية)
- اريك ميتشيل على موقع قاعدة بيانات الفيلم (الإنجليزية)
- اريك ميتشيل على موقع كينوبويسك (الروسية)